# Elwood, Kansas
Elwood là một thành phố thuộc quận Doniphan, tiểu bang Kansas, Hoa Kỳ. Năm 2010, dân số của xã này là 1224 người.

## Dân số
Dân số các năm:
- Năm 2000: 1145 người
- Năm 2010: 1224 người